# Генріх фон Фюхтбауер
Генріх Фюхтбауер, з 9 травня 1915 року — Ріттер фон Фюхтбауер (нім. Heinrich Ritter von Füchtbauer; 3 квітня 1879, Нюрнберг — 11 грудня 1947, Розенгайм) — німецький офіцер, генерал-майор вермахту. Кавалер лицарського хреста Військового ордена Максиміліана Йозефа.

## Біографія
14 липня 1897 року вступив дворічним добровольцем в 14-й піхотний полк Баварської армії. З 1 березня 1898 по 5 лютого 1899 року навчався у військовому училищі Мюнхена, з 1 жовтня 1905 по 30 вересня 1908 року — у Військовій академії. З 1 серпня 1909 по 1 березня 1911 року — ад'ютант батальйону свого полку. З 23 вересня по 1 жовтня 1911 року виконував обов'язки допоміжного інструктора військового училища Мюнхена.
Після початку Першої світової війни 2 серпня 1914 року призначений ад'ютантом 9-ї, потім 11-ї піхотної бригади. 9 травня 1915 року поранений. ПІсля тривалого лікування з 10 червня по 7 липня 1916 року виконував обов'язки командира 2-го батальйону 10-го резервного піхотного полку. З 10 вересня 1916 року — ад'ютант 1-ї резервної дивізії. З 17 жовтня 1916 року — ад'ютант і кадровий офіцер головнокомандування 1-го резервного корпусу. 12 травня 1917 року переданий в розпорядження сухопутних військ як командир батальйону і 14 травня відряджений в 1-шу резервну дивізію. З 23 травня 1917 року — командир 3-го батальйону 3-го резервного піхотного полку. З 21 серпня 1917 року — офіцер Генштабу при головнокомандуванні 3-го армійського корпусу.
11 лютого 1919 року відправлений в чотиримісячну відпустку. З 7 липня 1919 року — інструктор офіцерського училища Мюнхена. З 30 вересня 1919 року служив в штабі 2-го батальйону 47-го піхотного полку, з 1 жовтня 1920 року — в штабі 46-го піхотного полку. 1 жовтня 1921 року переведений в 21-й піхотний полк і наступного дня призначений командиром роти. З 28 грудня 1921 року служив в штабі 4-ї дивізії. З 1 квітня 1924 року — інструктор піхотного училища Ордруфа. З 1 жовтня 1924 року — командир 3-го батальйону 20-го піхотного полку. З 1 лютого 1928 року служив в штабі 21-го піхотного полку. 21 січня 1929 року звільнений у відставку. В 1934 році запропонував Імперському військовому міністерству проєкт розробленої ним наступальної зброї — так званого «Мідгардського змія», який мав мати довжину 524 метри і важити близько 60 000 тонн. Концепція полягала в тому, щоб рити до 100 метрів у глибину крізь землю, використовуючи бур на кінці та гусеничний привід, щоб закладати міни під бункерами чи гаванями. Зрештою, проєкт був відхилений як нездійсненний.
3 жовтня 1939 року призваний в 21-й запасний піхотний батальйон і відряджений у допоміжне головнокомандування 13-го армійського корпусу. З 20 травня 1940 року — міський комендант Нюрнберга-Фюрта. 26 червня 1940 року відряджений в 592-гу вищу польову комендатуру. З 7 липня 1940 року — начальник командного штабу військової адміністрації в Північно-Східній Франції. З 1 червня 1941 року — комендант 568-ї (Невер), з 19 червня 1942 року — 669-ї польової комендатури (Ліон). З 13 грудня 1942 року — начальник 590-го головного штабу зв'язку і комендант 590-ї польової комендатури (Вільфранш-сюр-Сон). З 1 серпня по 30 вересня 1943 року перебував в командному резерві, після чогого більше не отримав призначень. 31 грудня 1943 року звільнений у відставку. В серпні 1945 року взятий в полон. В липні 1947 року звільнений.

## Звання
- Унтерофіцер (17 жовтня 1897)
- Фенріх портупеї (25 січня 1898)
- Лейтенант (10 березня 1899)
- Оберлейтенант (28 жовтня 1909)
- Гауптман (1 жовтня 1913)
- Майор (28 травня 1918)
- Оберстлейтенант (1 лютого 1924)
- Оберст (1 грудня 1928)
- Генерал-майор до розпорядження (1 вересня 1941)

## Нагороди
Отримав численні нагороди, серед яких:
- Залізний хрест 2-го і 1-го класу
- Орден «За військові заслуги» (Баварія) 4-го класу з мечами
- Військовий орден Максиміліана Йозефа, лицарський хрест (9 травня 1915)
- Почесний хрест ветерана війни з мечами
- Хрест Воєнних заслуг 2-го і 1-го класу з мечами